# Black Elvire River
Black Elvire River är ett vattendrag i Australien. Det ligger i delstaten Western Australia, omkring 1 900 kilometer nordost om delstatshuvudstaden Perth.
Omgivningarna runt Black Elvire River är i huvudsak ett öppet busklandskap. Trakten runt Black Elvire River är nära nog obefolkad, med mindre än två invånare per kvadratkilometer. Genomsnittlig årsnederbörd är 726 millimeter. Den regnigaste månaden är februari, med i genomsnitt 183 mm nederbörd, och den torraste är augusti, med 1 mm nederbörd.